# Ján Kuciak
Ján Kuciak (ur. 15 maja 1990 w Štiavniku, zm. 21 lutego 2018 w Veľkej Mačy) – słowacki dziennikarz śledczy portalu Aktuality.sk, zamordowany wraz ze swoją narzeczoną Martiną Kušnirovą. Śmierć Kuciaka wywołała masowe demonstracje, w proteście do dymisji podał się minister kultury Marek Maďarič, a kilka dni później premier Robert Fico.

## Życiorys
Ukończył studia dziennikarskie na Uniwersytecie Konstantyna Filozofa w Nitrze . Jako dziennikarz początkowo pracował w piśmie „Hospodárske noviny” , a następnie w portalu aktuality.sk .
Zajmował się dziennikarstwem śledczym . Pisał na temat oszustw podatkowych . We wrześniu 2017 złożył pozew przeciwko biznesmenowi Marianowi Kočnerowi za groźby . Kočner był bohaterem jednego z tekstów Kuciaka na temat oszustw podatkowych związanych z inwestycją budowlaną pod nazwą Five Star Residence . Dziennikarz pisał również na temat podejrzanych interesów słowackich biznesmenów Miroslava Bödöra i Ladislava Bašternáka, którzy byli zaprzyjaźnieni z politykami partii SMER . Kuciak zajmował się również powiązaniami pomiędzy asystentką premiera Roberta Fico Márią Troškovą a włoską mafią .
W 2019 roku został pośmiertnie odznaczony Orderem Ľudovíta Štúra I klasy.

## Proces o zabójstwo Kuciaka

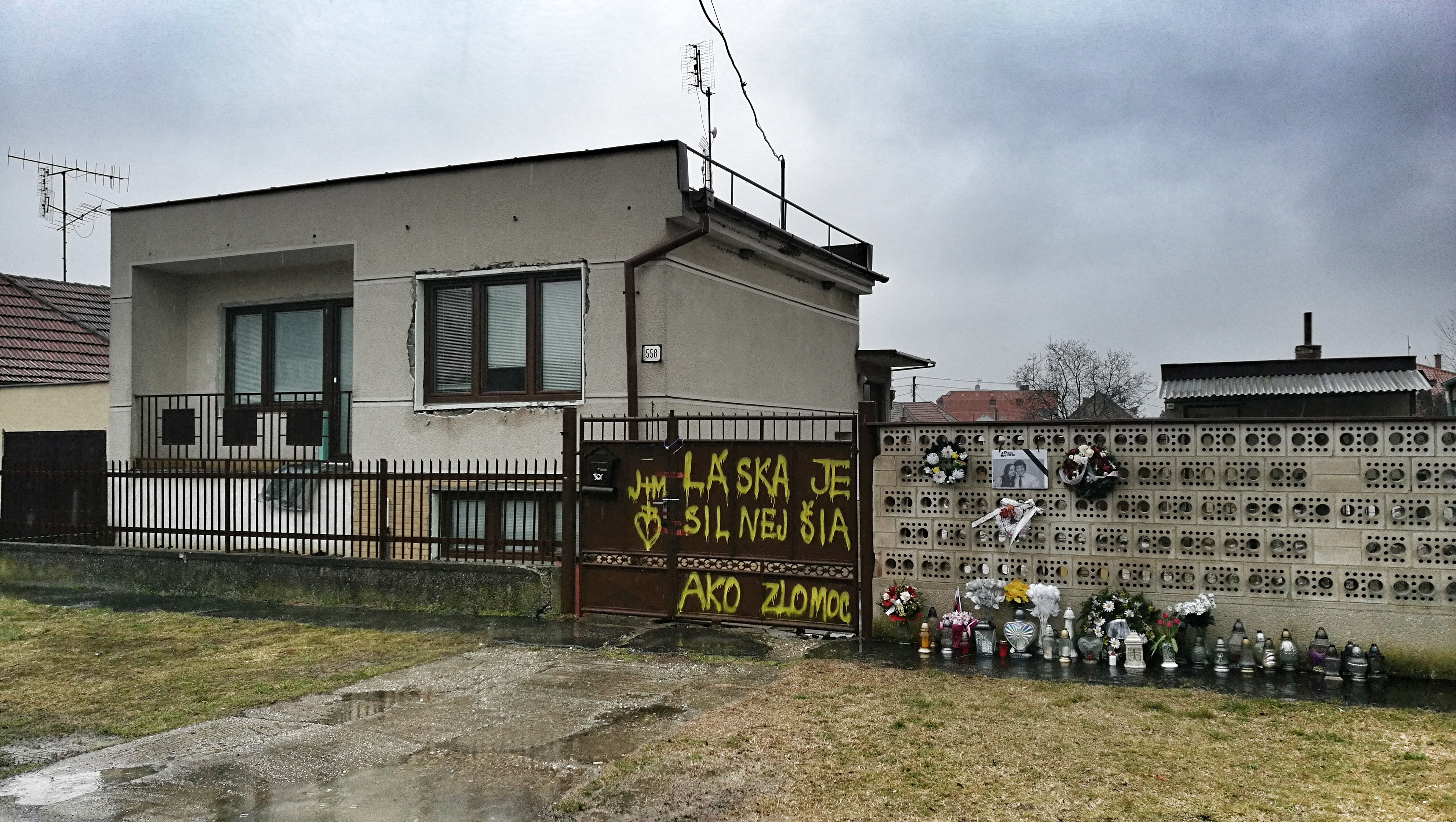
Dom Jána Kuciaka i Martiny Kušnírovej, w którym miało miejsce zabójstwo

We wrześniu 2018 r. zatrzymano 8 osób podejrzanych o udział w morderstwie, a w marcu następnego roku zarzut zlecenia zabójstwa postawiono biznesmenowi Marianowi Kočnerowi, wobec którego Kuciak prowadził dziennikarskie dochodzenie.
13 stycznia 2020 były żołnierz Miroslav Marcek przyznał się do zabójstwa Kuciaka. Stwierdził, że otrzymał zlecenie na zabójstwo Kuciaka od swojego kuzyna Tomáša Szabó. Kočner zaprzeczył, że zlecał morderstwo.
Podczas procesu dziennikarz Peter Toth zeznał, że na zlecenie Kočnera śledził Kuciaka i 27 innych dziennikarzy słowackich mediów w celu znalezienia i opublikowania informacji, które ich dyskredytują . Toth stwierdził, że w jego opinii akcja inwigilacji dziennikarzy miała służyć przygotowaniu morderstwa na Kuciaku . Według Totha akcje inwigilacji dziennikarzy wspierał finansowo Norbert Bödör – syn słowackiego oligarchy Miroslava Bödöra . Dziennikarz zeznał również, że Kočner utrzymywał bliskie związki osobiste z Robertem Fico i próbował skontaktować się z nim po swoim aresztowaniu .
3 września 2020 roku Specjalny sąd karny w Pezinoku skazał Tomáša Szabó na 25 lat więzienia, a pozostałych dwoje oskarżonych, którym zarzucano zlecenie zabójstwa – Marian Kočner i Alena Zsuzsová – zostało uniewinnionych.
15 czerwca 2021 roku Sąd Najwyższy Republiki Słowackiej uchylił wyroki uniewinniające Mariana Kočnera i Alenę Zsuzsovą i skierował sprawę do ponownego rozpatrzenia przez Specjalny sąd karny w Pezinoku.
30 października 2023 roku na telewizyjnym kanale TVP Dokument wyświetlono dokumentalny film poświęcony temu morderstwu, zatytułowany "Słowacja - zabici kochankowie".